# Nethinius gracilior
Nethinius gracilior là một loài bọ cánh cứng trong họ Cerambycidae.